# Пітер Герардус ван Оверстратен
Пітер Герардус ван Оверстратен (нід. Pieter Gerardus van Overstraten; 9 лютого 1755 — 22 серпня 1801) — тридцять третій генерал-губернатор Голландської Ост-Індії. Він був останнім губернатором, призначеним Голландською Ост-Індійською компанією, яка була розпущена в 1799 році. Однак, оскільки голландський уряд взяв на себе управління територіями компанії в Ост-Індії, він залишився на посаді генерал-губернатора і став першим генерал-губернатором, призначеним урядом.

## Біографія
В 1780 році, знаходячись в Нідерландах, ван Оверстратен був призначений надзвичайним членом Ради Юстиції в Батавії. В наступному році він прибув в колонії, де в 1783 році став дійсним членом Ради Юстиції, а в наступному році- фіскальним адвокатом (нід. advocaat-fiscaal). Після стрімкої кар'єри в суддівській системі, ван Оверстратен перейшов в уряд Голландської Ост-Індії в 1784 році, спочатку в якості другого секретаря, а в 1786 році- першого секретаря. В 1789 році він був призначений надзвичайним членом Ради Індій.
В 1791 році ван Оверстратен був призначений директором і губернатором північно-східного узбережжя Яви. На цій посаді він, зокрема, посприяв становленню Хаменгкубувоно II султаном Джок'якарти. Пізніше ван Оверстратен написав мемуари для свого наступника, в яких виклав свій досвід управління північно-східним яванським узбережжям і внутрішніми князівствами.
16 серпня 1796 року Пітер Герардус ван Оверстратен був призначений генерал-губернатором. Віллем Альтінг передав Пітеру посаду лише 17 лютого наступного року, одна підтверждення з Європи надійшло лише 22 січня 1799 року. В цьому ж році був розпущений Верховний уряд Індії, проте ван Оверстратен залишися генерал-губернатором на службі у Батавської республіки. Він залишався на посаді до смерті 22 серпня 1801 року.
Під час керівництва ван Оверстратена Голландська Ост-Індія переживала не кращі часи. Голландська Ост-Індійська компанія була розпущена, Тернате окупувала Британія, Батавія була блокована британським флотом, були зруйновані численні голландські укріплення.